# ファティニッツァ

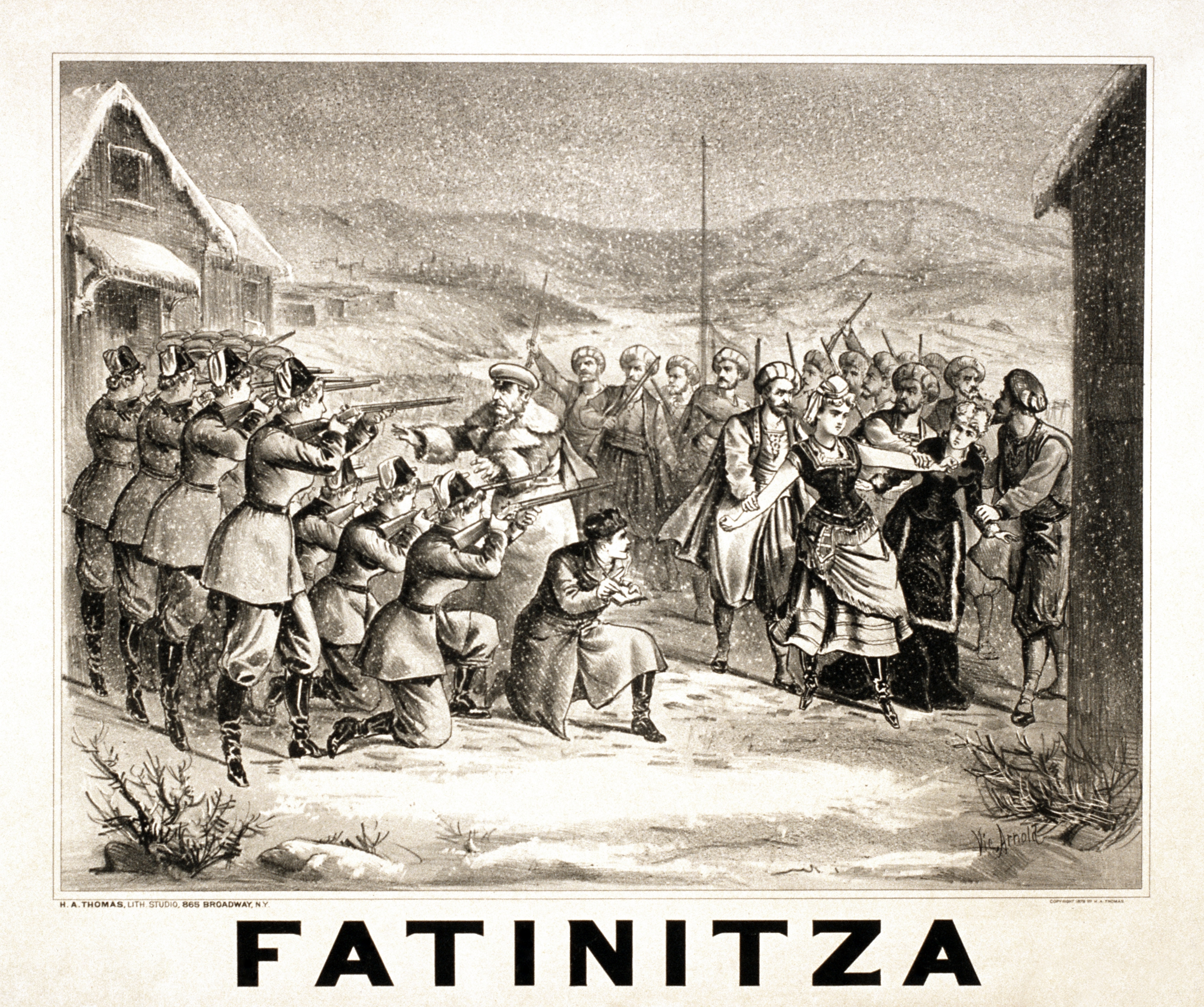
ファティニッツァのポスター（1879年）

『ファティニッツァ』（Fatinitza）は、フランツ・フォン・スッペが1876年に作曲した3幕からなるオペレッタ。19世紀には大成功した作品だったが、現在はめったに上演されない。第3幕の行進曲は現在も独立して演奏される。

## 概要
1871年以降、ヨハン・シュトラウス2世が『こうもり』を代表とするオペレッタを次々に発表し、スッペの名声は低下した。スッペは1872年から1876年までオペレッタを1曲も作曲しないスランプ状態にあった。
『ファティニッツァ』のリブレットは『こうもり』の台本を書いたリヒャルト･ジュネとF.Zell（Camillo Walzelの仮名）によって書かれたが、1861年にパリで初演されたオペラ・コミック『チェルケスの女』 (La Circassienne) （ウジェーヌ・スクリーブのリブレット、オベール作曲）をオペレッタに改作したものだった。カール劇場のフランツ・フォン・ヤウナーははじめヨハン・シュトラウス2世に作曲を依頼したが、フランスとの著作権問題にまきこまれることを恐れたシュトラウスは拒絶した。そこでヤウナーはスッペに作曲させた。
『ファティニッツァ』は1876年1月5日にカール劇場で初演されるとただちに『こうもり』に匹敵する大成功となり、年末までに122回の公演を数えた。第一次世界大戦までは盛んに公演され、ドイツ語圏だけでも約1200回の公演を数える。19世紀のうちに諸言語に翻訳され、世界的にもっとも成功した作品のひとつとなった。しかしながら現在ではほとんど忘れられた作品になっている。

## 主な登場人物
- ティモフェイ・カンチュコフ（バス）- ロシアの将軍。
- リディア・ウシャコフ（ソプラノ）- その姪。
- ウラディーミル・サモイロフ（メゾソプラノ、ズボン役）- ロシアの中尉、リディアを愛する。
- ユリアン・フォン・ゴルツ（テノール）- ドイツの報道機関の特派員。
- イゼット・パシャ（テノール）- トルコの総督。
- ヌルシダ（ソプラノ）、ズライカ（メゾソプラノ）、ディオナ（ソプラノ）、ベジカ（アルト） - 後宮（ハーレム）の女性たち。

## あらすじ

### 第1幕
クリミア戦争中、ロシア軍は今のルーマニアのイサクチェアに陣営を築き、ドナウ川をはさんでトルコ軍と対峙していた。ロシア軍のウラディーミルはかつてチェルケス人女性に変装して「ファティニッツァ」という名を名乗り、将軍に求愛されたがかろうじて逃れたという経験を持つ。ウラディーミル本人は将軍の姪のリディアを愛していたが、将軍は彼をリディアから遠ざけるために前線に追いやったのだった。その話を聞いた海外報道員のユリアンはウラディーミルにファティニッツァの扮装をさせるが、そこへ突然将軍が現れ、ファティニッツァに婚約指輪を贈る。リディアはウラディーミルに会いに戦地までやってくるが、ファティニッツァは自分がウラディーミルの「姉妹」だとごまかす。そこへトルコ軍が凍結したドナウ川を渡って攻めてきて、リディアとファティニッツァを略奪して去る。

### 第2幕
ハーレムの女性たちと奴隷たちの東洋風の合唱ではじまる。イゼット・パシャは連れてこられたリディアを自分の妃とすることに決め、ファティニッツァを彼女に仕えさせる。ふたりだけになったとき、ファティニッツァはリディアに対して自分がウラディーミル本人であることを明かす。
ハーレムの他の女性たちはパシャがキリスト教徒を妃にすることに怒り、ふたりを殺そうとするが、ウラディーミルは事情を明かして説得する。ユリアンが使者としてやってきてふたりの解放を求めるがパシャは拒否する。そこへロシア軍が襲撃するが、「婚約者」のファティニッツァを見つけることができず怒った将軍はハーレムの女性たちを略奪する。

### 第3幕
オデッサにある将軍の邸宅で、リディアはウラディーミルが行方不明になったことを心配している。将軍は10万ルーブルの懸賞金をかけてファティニッツァを探させる。ブルガリアのスパイは、彼女が発見されて今日到着するという話を伝えてくる。
ウラディーミルが将軍に面会に来る。将軍はウラディーミルを少佐に昇進させ、彼の「姉妹」であるファティニッツァとの結婚の許可を正式に求める。ウラディーミルは条件として自分とリディアの結婚を持ちだし、将軍はただちにふたりの結婚式を開く。結婚パーティーに「ファティニッツァ」が現れるが、それは将軍が探していた人物とは似ても似つかない黒人の女性だった。ユリアンは「本物」のファティニッツァが将軍への愛の悩みから死んだという話をでっちあげ、婚約指輪を将軍に返す。将軍は深く嘆くが、その後ウラディーミルとリディアの結婚を祝福する。

## 使用
エドゥアルト・シュトラウス1世は『ファティニッツァ』の曲をもとにしたワルツやカドリーユを作曲している。
ファティニッツァの行進曲のトリオ部分の替え歌で「我が子よ、お前は狂ってるからベルリンへ行かねばならない。狂った人はそこに住む。(Du bist verrückt mein Kind, 
du musst nach Berlin. Wo die Verrückten sind da gehörst du hin.)」というのがあり、今なお歌われている。マックス・レーガーはこの曲にもとづくカノンを書いている。1958年の映画『Der eiserne Gustav』の中でもこの曲が使われている。
新型コロナウイルス感染症のために史上はじめて無観客で開催された2021年のウィーンフィル・ニューイヤーコンサートでは最初にファティニッツァ行進曲が演奏された。